# Khadija Boujanoui
 (janvier 2023).
La mise en forme du texte ne suit pas les recommandations de Wikipédia : il faut le « wikifier ».
Les points d'amélioration suivants sont les cas les plus fréquents. Le détail des points à revoir est peut-être précisé sur la page de discussion.
- Les titres sont pré-formatés par le logiciel. Ils ne sont ni en capitales, ni en gras.
- Le texte ne doit pas être écrit en capitales (les noms de famille non plus), ni en gras, ni en italique, ni en « petit »…
- Le gras n'est utilisé que pour surligner le titre de l'article dans l'introduction, une seule fois.
- L'italique est rarement utilisé : mots en langue étrangère, titres d'œuvres, noms de bateaux, etc.
- Les citations ne sont pas en italique mais en corps de texte normal. Elles sont entourées par des guillemets français : « et ».
- Les listes à puces sont à éviter, des paragraphes rédigés étant largement préférés. Les tableaux sont à réserver à la présentation de données structurées (résultats, etc.).
- Les appels de note de bas de page (petits chiffres en exposant, introduits par l'outil «  Source ») sont à placer entre la fin de phrase et le point final[comme ça].
- Les liens internes (vers d'autres articles de Wikipédia) sont à choisir avec parcimonie. Créez des liens vers des articles approfondissant le sujet. Les termes génériques sans rapport avec le sujet sont à éviter, ainsi que les répétitions de liens vers un même terme.
- Les liens externes sont à placer uniquement dans une section « Liens externes », à la fin de l'article. Ces liens sont à choisir avec parcimonie suivant les règles définies. Si un lien sert de source à l'article, son insertion dans le texte est à faire par les notes de bas de page.
- La présentation des références doit suivre les conventions bibliographiques. Il est recommandé d'utiliser les modèles {{Ouvrage}}, {{Chapitre}}, {{Article}}, {{Lien web}} et/ou {{Bibliographie}}. Le mode d'édition visuel peut mettre en forme automatiquement les références.
- Insérer une infobox (cadre d'informations à droite) n'est pas obligatoire pour parachever la mise en page.

Pour une aide détaillée, merci de consulter Aide:Wikification.
Si vous pensez que ces points ont été résolus, vous pouvez retirer ce bandeau et améliorer la mise en forme d'un autre article.
Khadija Boujanoui  (en arabe : خديجة بوجنوي), née le 21 août 1963 à Casablanca, est une analyste financière et contrôleuse de gestion marocaine.
Elle est directrice du pôle support et présidente du Comité Parité et Diversité de la chaîne de TV 2M .

## Biographie

### Jeunesse et formation
Khadija Boujanoui naît le 21 août 1963 à Casablanca, au Maroc. 
Issue d’une famille modeste de la ville de Casablanca, Khadija Boujanoui est passée par les bancs de l'école publique. À l’obtention de son baccalauréat, elle part en France pour poursuivre ses études supérieures de gestion-finance à l’université Nice-Sophia-Antipolis. 

### Parcours professionnel
Après une carrière professionnelle au sein d’une multinationale à Monaco en tant qu’analyste financière et puis en tant que contrôleuse de gestion au sein du groupe international Wasteels, Khadija Boujnaoui revient à Casablanca où elle occupe différents postes de directrice administrative et financière avant de rejoindre la chaîne de télévision 2M en tant que directrice financière en 2005 puis en tant que directrice du pôle support en 2021.
En 2013, le directeur général de 2M, Salim Cheikh, décide de capitaliser sur l’engagement de la chaîne et crée un comité parité et choisit de porter Khadija Boujanoui à sa tête. En 2017, le comité change de nom et devient le Comité Parité et Diversité.
Elle est[Quand ?] l'ex-présidente de la commission TPE-PME[Quoi ?], GE-PME[Quoi ?] et Auto-entrepreneur au sein de la Confédération générale des entreprises du Maroc.

### Engagement pour la parité et la diversité
À la tête du Comité Parité et Diversité de 2M, Khadija Boujanoui commence par mettre en place et superviser la mise en œuvre de « la Charte 2M pour la valorisation de l’image de la femme » ainsi que « la Charte sur le handicap » publiées respectivement en 2014 et 2020. Elle supervise également la rédaction et la publication du « Manuel pratique de lutte contre les discriminations dans les médias » publié en 2022,,,.
En 2016, Khadija Boujanoui est à l’initiative de la création de la plateforme « Expertes.ma », qui recense les expertes du Maroc dans plus de 200 secteurs, et qui vise à augmenter la visibilité des femmes en tant qu’expertes dans les médias audiovisuels. Elle a également lancé, en collaboration avec des femmes journalistes africaines la plateforme « africawomenexperts.com » consacrée à l’expertise féminine dans le continent. 
Khadija Boujanoui a été l’initiatrice de l’organisation du « Trophée Tilila », un prix annuel qui lutte contre les stéréotypes féminins dans la publicité, pour sensibiliser et encourager les annonceurs au respect de la dignité de la personne dans les médias et à la valorisation de l’image de la femme dans les médias.

### Vie privée
Elle est mère de deux enfants.